# Jonge Profvoetballer van het Jaar
De Jonge Profvoetballer van het Jaar is een sportprijs in het Belgisch voetbal.
De prijs is een initiatief van Sport/Voetbal Magazine. Sinds 1984 wordt na elk voetbalseizoen de beste speler uit de Belgische competitie verkozen tot Profvoetballer van het Jaar. Vier jaar later, in 1988, besloot men ook een trofee te geven aan de beste Jonge Profvoetballer van het Jaar.
Van 2008 tot 2014 werd de prijs niet uitgereikt.
Recordhouders zijn: Celestine Babayaro, Walter Baseggio, Vincent Kompany en Youri Tielemans. Zij wonnen de trofee elk 2 maal.
| Jaar | Winnaar                                       | Club                                          | Nationaliteit                                 |
| ---- | --------------------------------------------- | --------------------------------------------- | --------------------------------------------- |
| 1988 | Francis Severeyns                             | Antwerp FC                                    | Belgische                                     |
| 1989 | Eric Viscaal                                  | SK Beveren                                    | Nederlandse                                   |
| 1990 | Marc Wilmots                                  | KV Mechelen                                   | Belgische                                     |
| 1991 | Bertrand Crasson                              | RSC Anderlecht                                | Belgische                                     |
| 1992 | Johan Walem                                   | RSC Anderlecht                                | Belgische                                     |
| 1993 | Michaël Goossens                              | Standard                                      | Belgische                                     |
| 1994 | Olivier Doll                                  | Seraing                                       | Belgische                                     |
| 1995 | Celestine Babayaro                            | RSC Anderlecht                                | Nigeriaanse                                   |
| 1996 | Celestine Babayaro                            | RSC Anderlecht                                | Nigeriaanse                                   |
| 1997 | Émile Mpenza                                  | Moeskroen                                     | Belgische                                     |
| 1998 | Eric Addo                                     | Club Brugge                                   | Ghanese                                       |
| 1999 | Walter Baseggio                               | RSC Anderlecht                                | Belgische                                     |
| 2000 | Walter Baseggio                               | RSC Anderlecht                                | Belgische                                     |
| 2001 | Alin Stoica                                   | RSC Anderlecht                                | Roemeense                                     |
| 2002 | Koen Daerden                                  | RC Genk                                       | Belgische                                     |
| 2003 | Davy De Beule                                 | KSC Lokeren                                   | Belgische                                     |
| 2004 | Vincent Kompany                               | RSC Anderlecht                                | Belgische                                     |
| 2005 | Vincent Kompany                               | RSC Anderlecht                                | Belgische                                     |
| 2006 | Mbark Boussoufa                               | KAA Gent                                      | Marokkaanse                                   |
| 2007 | Lucas Biglia                                  | RSC Anderlecht                                | Argentijnse                                   |
| 2008 | Axel Witsel                                   | Standard Luik                                 | Belgische                                     |
| 2009 | niet uitgereikt                               | niet uitgereikt                               | niet uitgereikt                               |
| 2010 | niet uitgereikt                               | niet uitgereikt                               | niet uitgereikt                               |
| 2011 | niet uitgereikt                               | niet uitgereikt                               | niet uitgereikt                               |
| 2012 | niet uitgereikt                               | niet uitgereikt                               | niet uitgereikt                               |
| 2013 | niet uitgereikt                               | niet uitgereikt                               | niet uitgereikt                               |
| 2014 | Youri Tielemans                               | RSC Anderlecht                                | Belgische                                     |
| 2015 | Youri Tielemans                               | RSC Anderlecht                                | Belgische                                     |
| 2016 | Leon Bailey                                   | KRC Genk                                      | Jamaicaanse                                   |
| 2017 | Landry Dimata                                 | KV Oostende                                   | Belgische                                     |
| 2018 | Wesley Moraes                                 | Club Brugge                                   | Braziliaanse                                  |
| 2019 | Yari Verschaeren                              | Anderlecht                                    | Belgische                                     |
| 2020 | Geen uitreiking door niet afwerken competitie | Geen uitreiking door niet afwerken competitie | Geen uitreiking door niet afwerken competitie |
| 2021 | Noa Lang                                      | Club Brugge                                   | Nederlandse                                   |
| 2022 | Charles De Ketelaere                          | Club Brugge                                   | Belgische                                     |
| 2023 | Arthur Vermeeren                              | Antwerp FC                                    | Belgische                                     |
| 2024 | Bilal El Khannouss                            | KRC Genk                                      | Marokkaanse                                   |
| 2025 | Ardon Jashari                                 | Club Brugge                                   | Zwitserse                                     |